# Conspiración de Zossen
La conspiración de Zossen (en alemán: Septemberverschwörung, lit. 'Conspiración de septiembre') de 1938 era un plan propuesto para derrocar al Führer alemán Adolf Hitler y al régimen nazi si Alemania entraba en guerra con Checoslovaquia por los Sudetes. Estaba dirigido por el coronel Hans Oster, jefe adjunto de la Abwehr y otros conservadores de alto rango dentro de la Wehrmacht que se oponían al régimen por un comportamiento que amenazaba con llevar a Alemania a una guerra que creían que no estaba lista para pelear. Planearon derrocar a Hitler y al régimen nazi a través de un asalto a la Cancillería del Reich por parte de fuerzas leales al complot con el objetivo de tomar el control del Gobierno, que luego arrestaría o asesinaría a Hitler y restauraría la monarquía bajo el Príncipe Guillermo de Prusia, el nieto de Guillermo II de Alemania.

## Desarrollo
Cuando Hitler manifestó que invadiría Checoslovaquia, iniciando la llamada Crisis de los Sudetes, un año antes del estallido de la Segunda Guerra Mundial, en los cuarteles militares de Zossen, un grupo de militares del OKH de la Wehrmacht encabezado por Franz Halder estableció un plan para arrestar a Hitler, en una conspiración que también involucró a civiles.
Parte de las causas que inspiraron a Halder y sus seguidores hay que buscarla en el escándalo Blomberg-Fritsch, una oscura maquinación de las SS, apoyada por Hermann Göring para debilitar la dirección del ejército (OKH) a principios de 1938 y dar predominio a las SS de Himmler.
Este plan se elaboró en el más estricto secreto entre el 15 al 28 de septiembre de 1938 por Halder junto con el general Erwin von Witzleben, Walther von Brauchitsch y el mayor general de infantería Georg von Sodenstern al convencerse que estas acciones agresoras llevarían a Alemania a una guerra para la cual Alemania no estaba preparada. Por aquel entonces Halder acababa de asumir el puesto de jefe del Estado Mayor del Alto Mando del Ejército Alemán (OKH) en sustitución del recientemente dimitido Ludwig Beck.
Para validar la acción de golpe de Estado frente a las tropas y el pueblo, se requerían vitales factores geopolíticos, como que las potencias europeas como Francia e Inglaterra no apoyaran estas acciones de agresión contra Checoslovaquia; sin embargo, el ministro inglés Neville Chamberlain dio un espaldarazo a Alemania visitando a Hitler en Berchtesgaden quince días antes de la invasión con una actitud apaciguadora, restándole de este modo fuerza política al grupo conspirador ya que las tropas no apoyarían dicha acción en contra de su Führer. Además Walther von Brauchitsch, quien debía ejecutar el plan, rompió con el grupo al ver que la situación geopolítica favorecía a Hitler, pero no cometió delación.
Hitler sería apoyado una segunda vez por Francia e Inglaterra en los llamados Acuerdos de Múnich, cediéndole pacíficamente Checoslovaquia. Halder cayó en depresión nerviosa, desactivando la conspiración y revocando una orden ejecutiva de detener a Hitler.
El segundo intento de llevar a cabo el putsch se activó el 14 de agosto de 1939. Halder fue informado de que Hitler planeaba llevar a cabo la Invasión de Polonia en el cuartel de Obersalzberg. La Abwehr informó a Halder de los detalles de la Operación Himmler que daría el pretexto de invadir dicho país.  
Curiosamente, el mismo Halder había concebido dicho plan de invasión; pero había sido mal concebido con muchos puntos de fallo deliberadamente para fracasar; pero Hitler los había alterado para alcanzar los objetivos con éxito. Halder pensó nuevamente en efectuar el putsch, complotando con los generales nuevamente. Analizada la situación, Halder acertadamente se convenció de que esta vez ni Francia ni Inglaterra estarían dispuestas a apoyar esta nueva agresión lo que desembocaría en la guerra. Pero esta vez el apoyo fue nulo, solo Ludwig Beck estaba dispuesto a apoyarlo, Brauchitsch ignoró a Halder; por lo que Halder se vio sin ánimos para seguir adelante. La invasión de Polonia se realizó iniciando la Segunda Guerra Mundial con la declaración de guerra de Francia e Inglaterra.  
Sin embargo, Halder, quien contaba con la entera confianza de Wilhelm Keitel como comandante del nuevo OKW, apreciándole como militar estratega, fue entonces llamado a elaborar los planes para invadir Francia mientras Hitler obtenía el éxito en la conquista de Polonia. La actitud de Halder cambió por completo, transformándose en un soldado completamente obediente.´
Asimismo, el propio Halder comprobó con estupefacción que Hitler estaba plenamente enterado del complot al escuchar de labios del propio Hitler que juraría destruir el espíritu de Zossen, frase que invocaría cada vez que percibiera deslealtad por parte de los miembros de la Wehrmacht.[cita requerida]
El 27 de octubre de 1939, Halder fue condecorado con la Cruz de Caballero para la Cruz de Hierro y obtuvo importantes éxitos en la batalla de Francia por lo que se le ascendió a mayor general.  
Halder no volvería a activar el plan, dejando en libertad de acción a Erwin von Witzleben. Halder adoptó finalmente la postura pasiva de Walther von Brauchitsch, llegando incluso a no participar del atentado del 20 de julio; donde de todos modos fue detenido como sospechoso de participar ya que la Gestapo tenía los antecedentes de la conspiración de Zossen.
| Conspiradores de Zossen |  |  | |  |  | |  |  | |  |  |
| Walther von Brauchitsch General comandante del IV Ejército. Se retractó después de que Hitler obtuviera el apoyo por la Crisis de los Sudetes. |  |  | Erwin von Witzleben General de la Wehrmacht. Artífice de varios atentados fallidos contra Hitler.                            |  |  | Ludwig Beck Coronel general. Conspirador en varias oportunidades. Se suicidó después del atentado del 20 de julio de 1944.   |  |  | Franz Halder Mayor general, jefe del OKW de la Wehrmacht. Artífice intelectual de la conspiración.                                       |  |  |
| Erich Hoepner Teniente general de la Wehrmacht.                                                                                                |  |  | Erwin von Witzleben Mariscal de campo. Apoyó a Halder buscando apoyo. Ahorcado después del atentado del 20 de julio de 1944. |  |  | Wilhelm Canaris Jefe de la Abwehr (inteligencia del OKW). Proporcionaba información sobre las decisiones de Hitler a Halder. |  |  | Georg von Sodenstern General de infantería de la Wehrmacht. Conspirador (el tercero de derecha a izquierda en la fotografía con Hitler). |  |  |